# PET-flaske
PET-flasker er en type af plastflasker, som er fremstillet af materialet polyetylentereftalat og som benyttes til salg af sodavand og vand. PET-flasker kan i modsætning til aluminiumsdåser formgives relativt frit, hvilket mange producenter af læskedrikke og mineralvand udnytter i deres markedsføring. Flaskerne fremstilles som oftest ved hjælp af formblæsning.
Flaskerne sælges i mange lande med pant, som gives retur når flasken tilbageleveres til genbrug. De indsamlede PET-flasker komprimeres til flager, som rengøres og derefter benyttes til fremstilling af nye plastprodukter.